# Ritterlinge
Die Ritterlinge (Tricholoma) sind eine Pilzgattung mit relativ dickfleischigen Arten aus der Familie der Ritterlingsverwandten. Die Herkunft des wissenschaftlichen Namens Tricholoma (= haariger Rand) bezieht sich auf den Bärtigen Ritterling. Der deutsche Name „Ritterling“ spielt auf den bei den meisten Ritterlingen vorhandenen „Burggraben“ an, einer Ausbuchtung zwischen Lamellen und Stiel.

## Merkmale
Die Hutoberfläche kann schuppig, schmierig, trocken oder haarig beschaffen sein. Im Unterschied zu den sprödbrüchigen Täublingen ist das Fleisch der Ritterlinge immer faserig-brüchig. Für einige Arten ist mitunter ein strenger Geruch charakteristisch. Der Stiel ist fleischig und brüchig, bis auf wenige Ausnahmen ringlos und an der Basis niemals knollig. Die Lamellen sind am Stiel angewachsen, dort typisch ausgebuchtet und nicht herablaufend. Das Sporenpulver hat eine weiße Farbe.

## Ökologie und Phänologie
Ritterlinge wachsen immer auf der Erde und in der Nähe von Bäumen, da sie Mykorrhiza-Bildner sind.
Viele Arten fruktifizieren typischerweise im Spätherbst oder Frühwinter.

## Arten

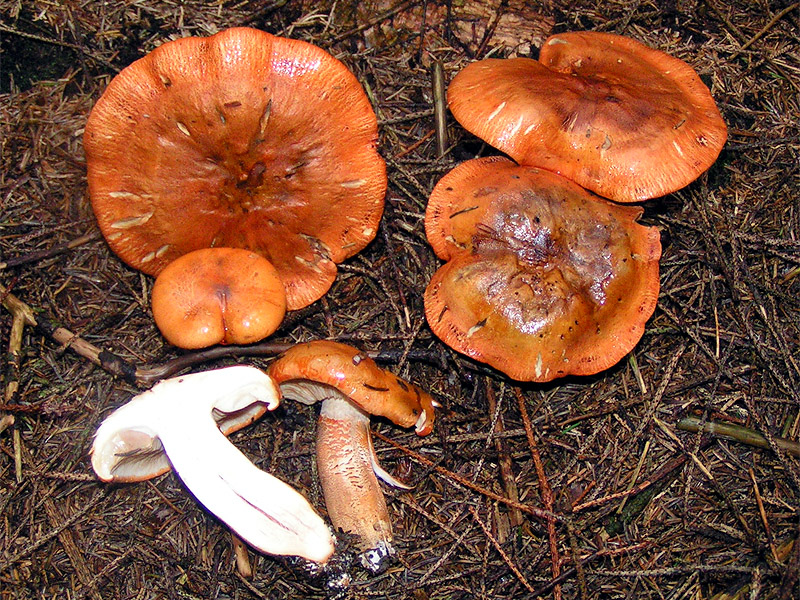
Orangeroter Ritterling Tricholoma aurantium
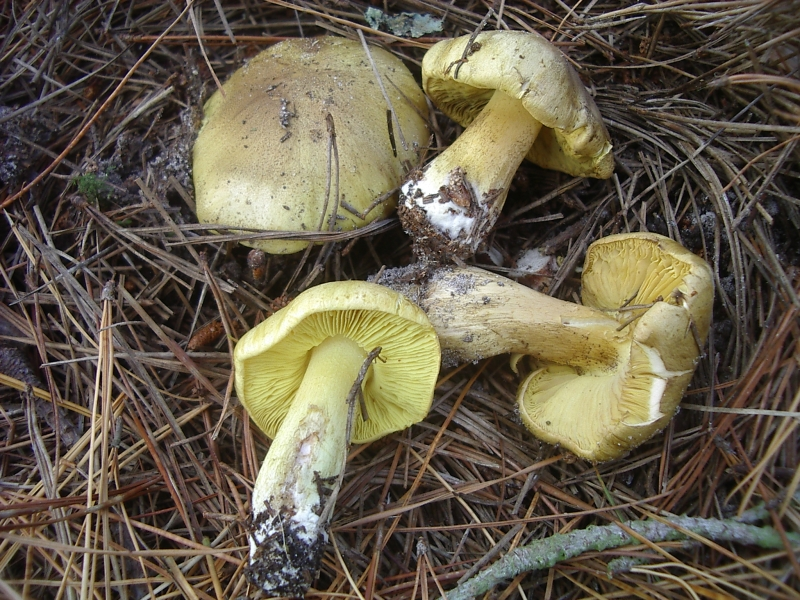
Grünling Tricholoma equestre
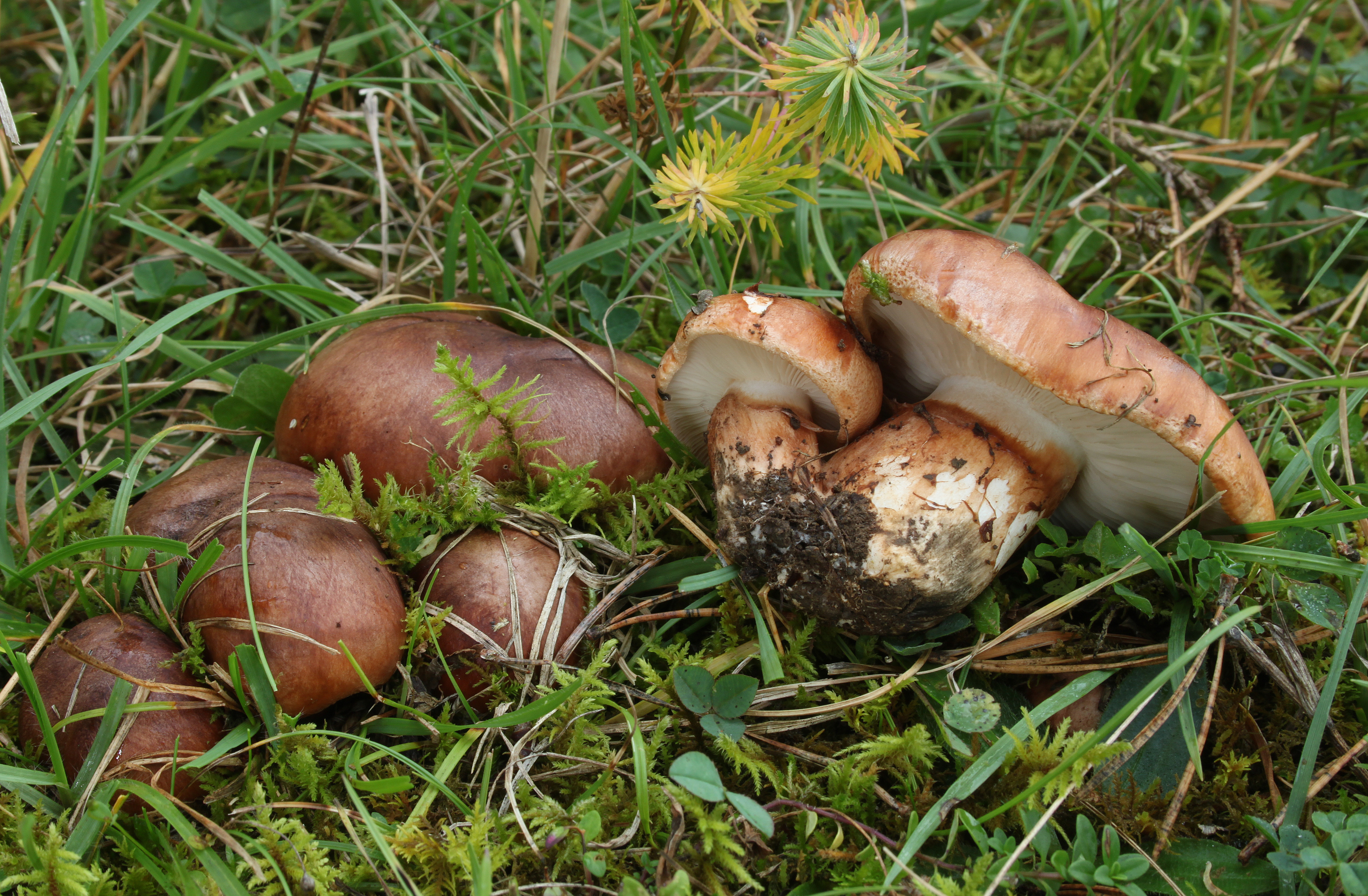
Fastberingter Ritterling Tricholoma fracticum
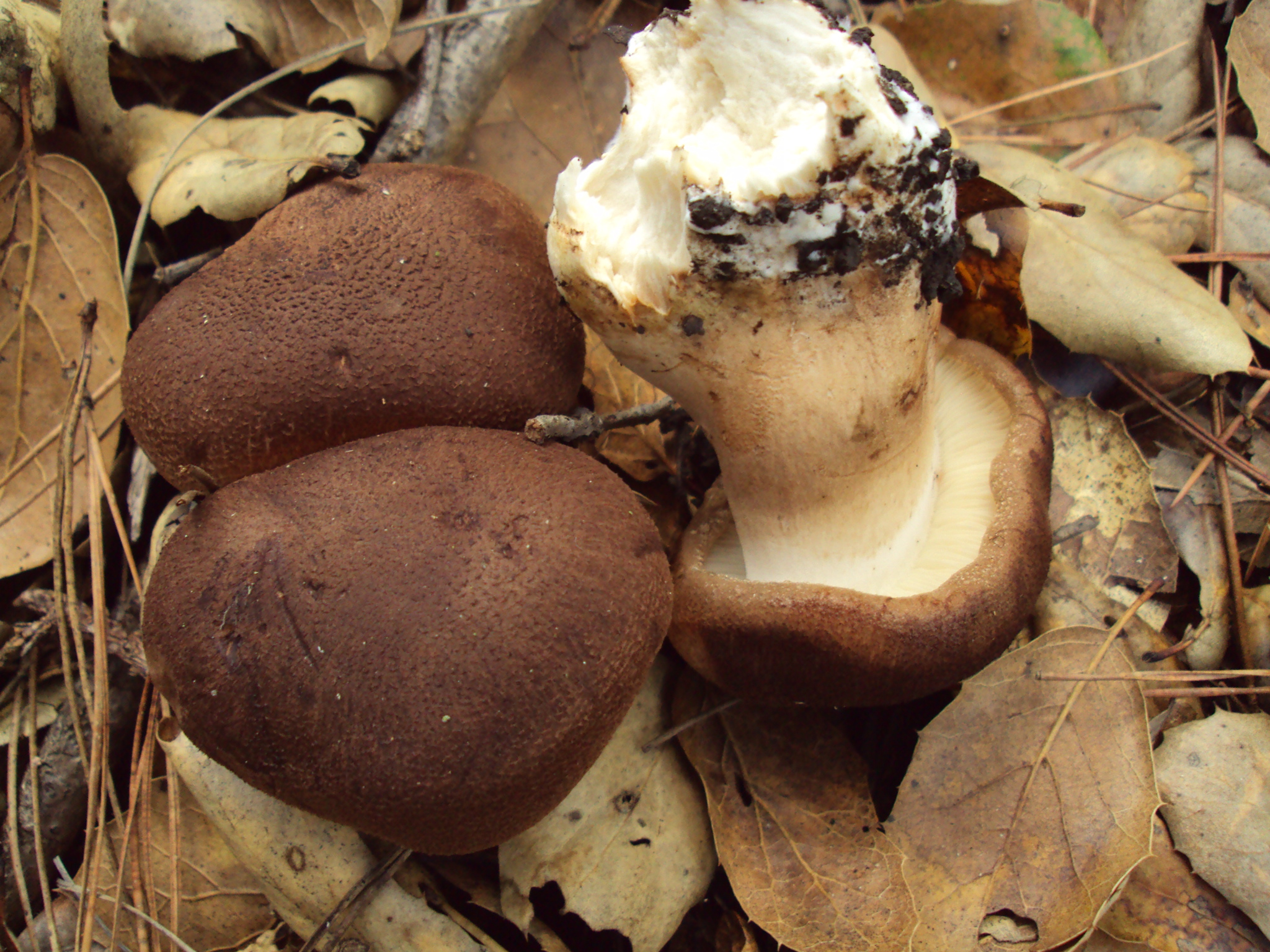
Feinschuppiger Ritterling Tricholoma imbricatum
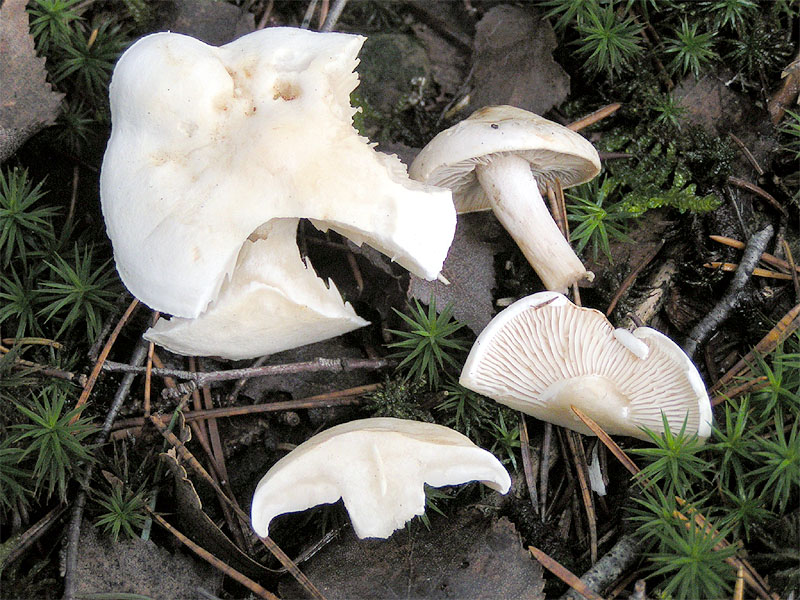
Unverschämter Ritterling Tricholoma lascivum
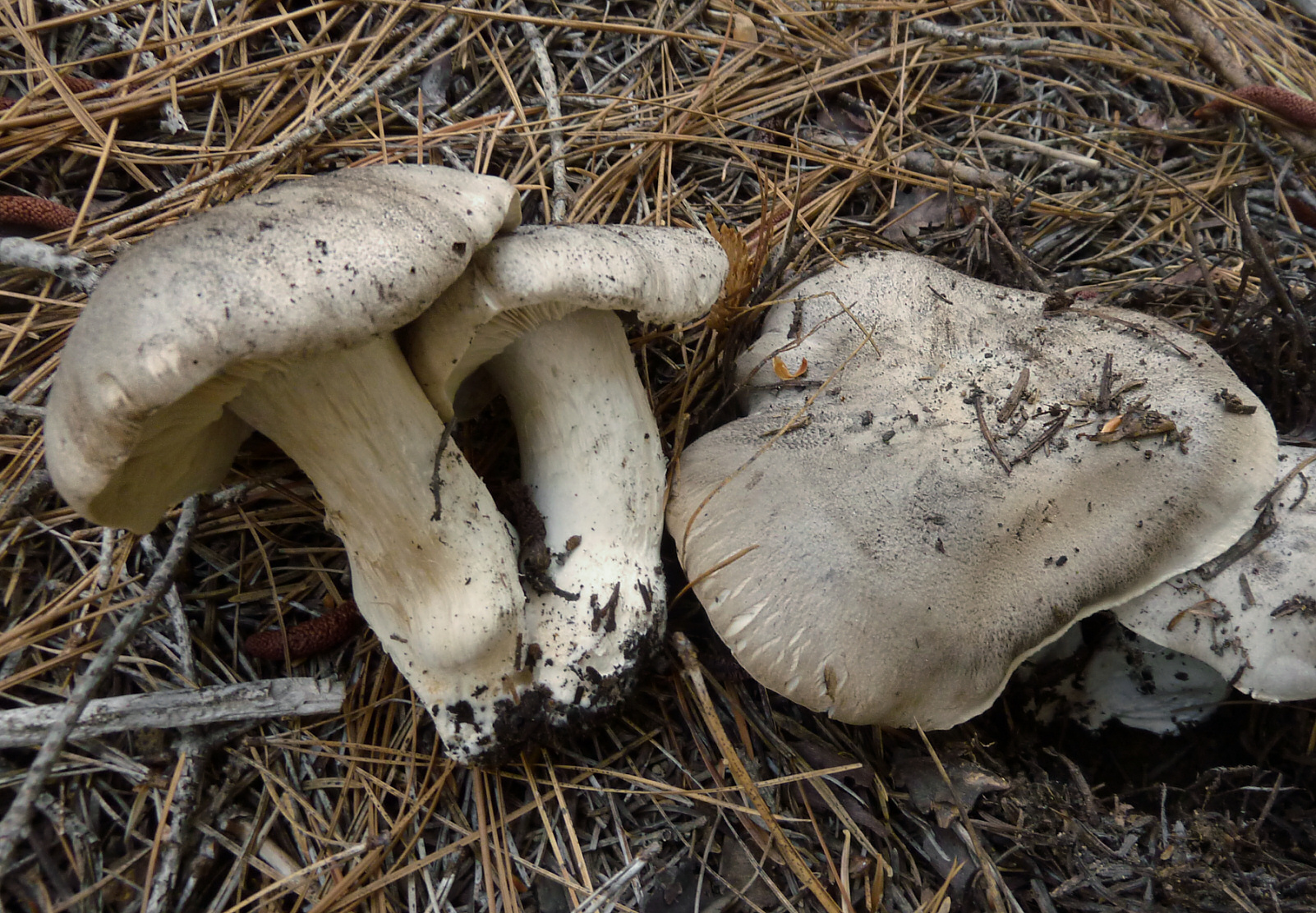
Tiger-Ritterling Tricholoma pardinum
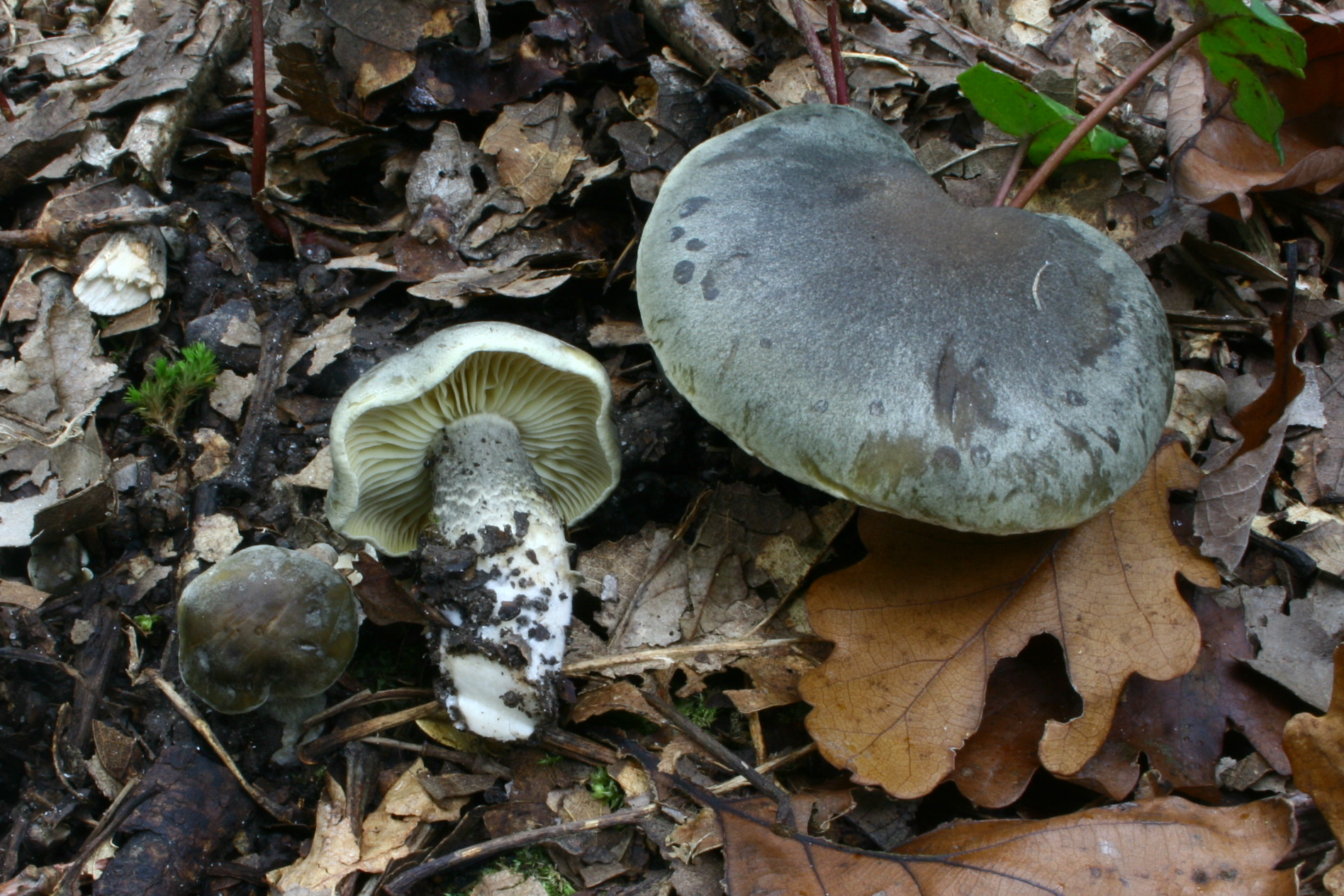
Seifen-Ritterling Tricholoma saponaceum
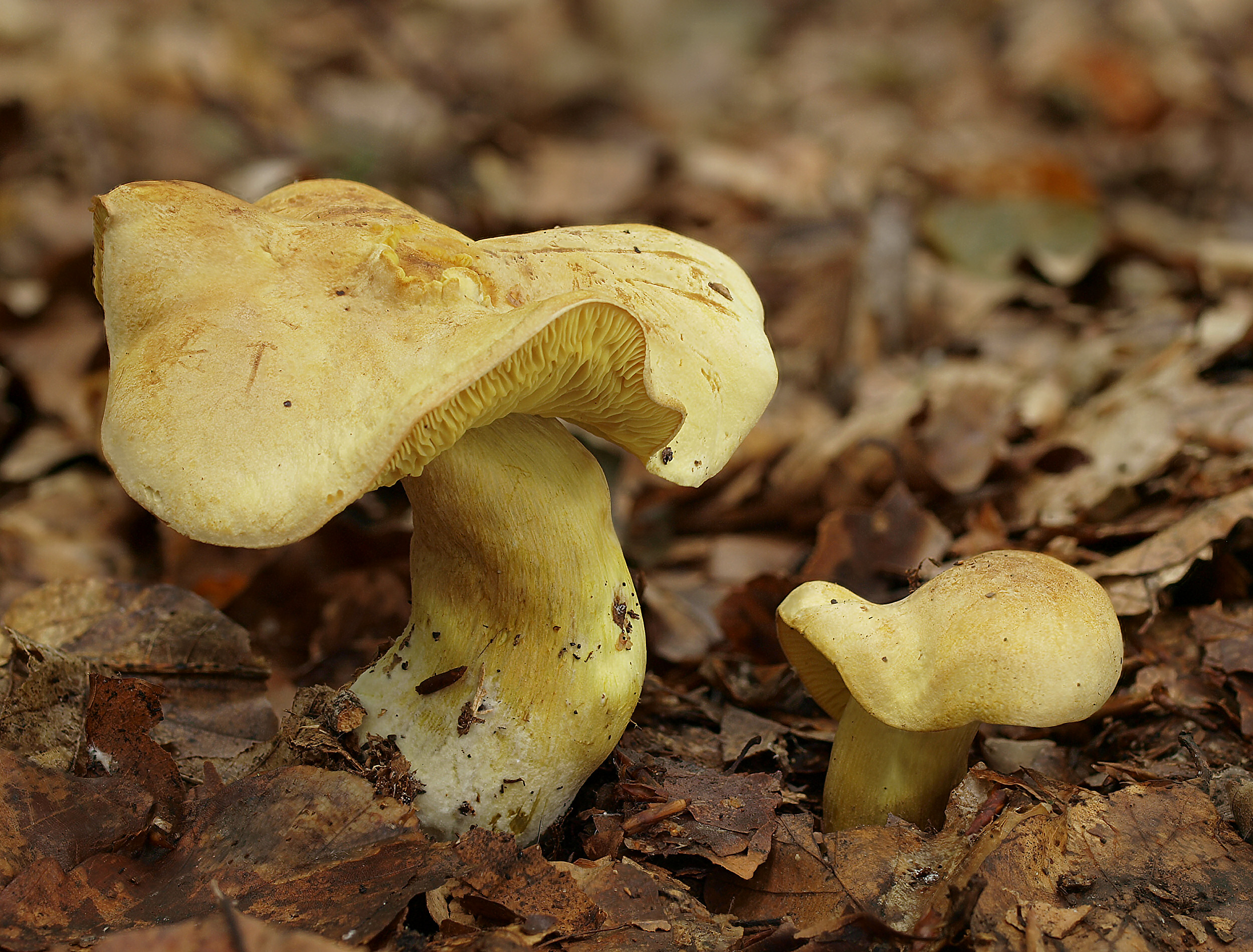
Gemeiner Schwefel-Ritterling Tricholoma sulphureum
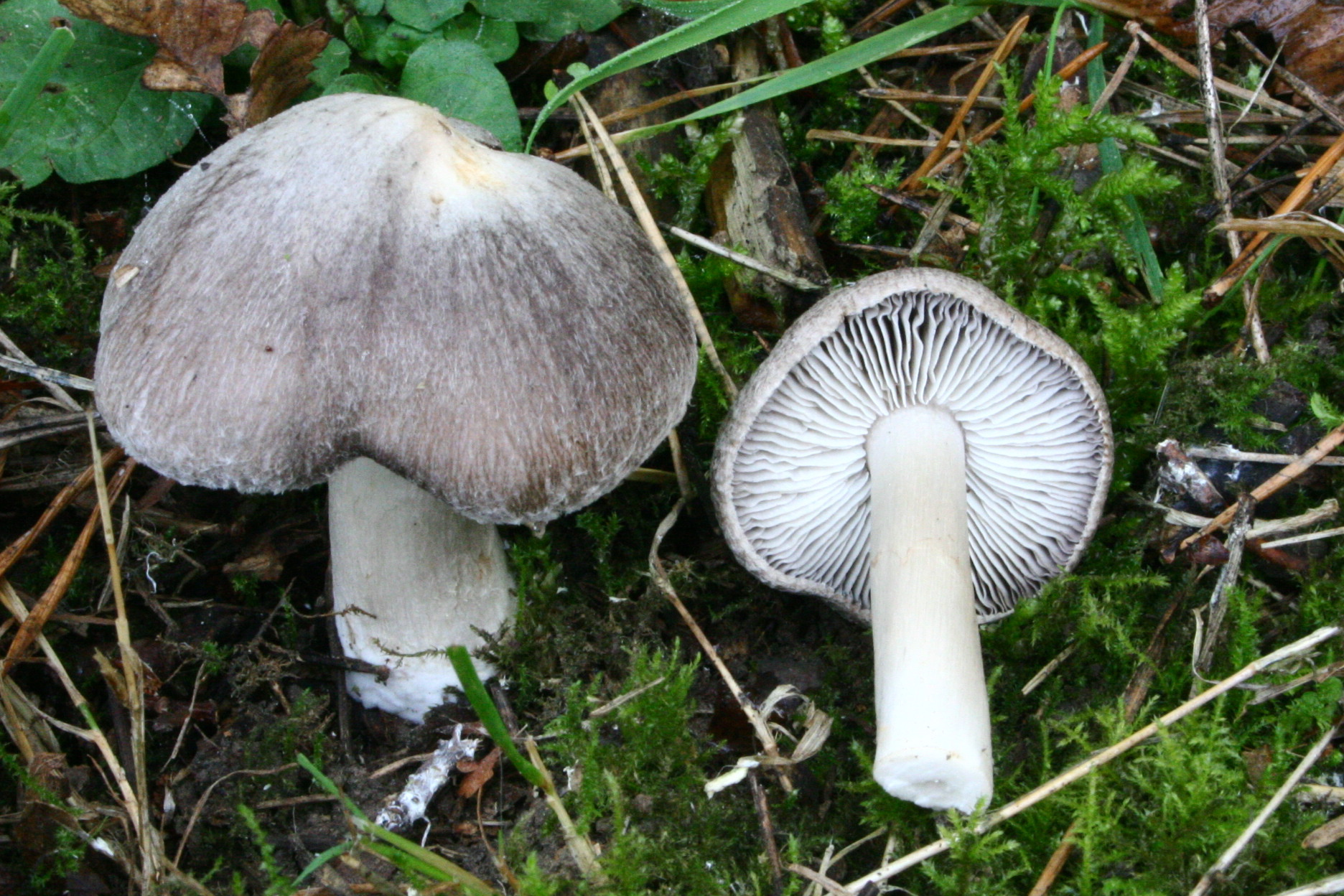
Gemeiner Erd-Ritterling Tricholoma terreum
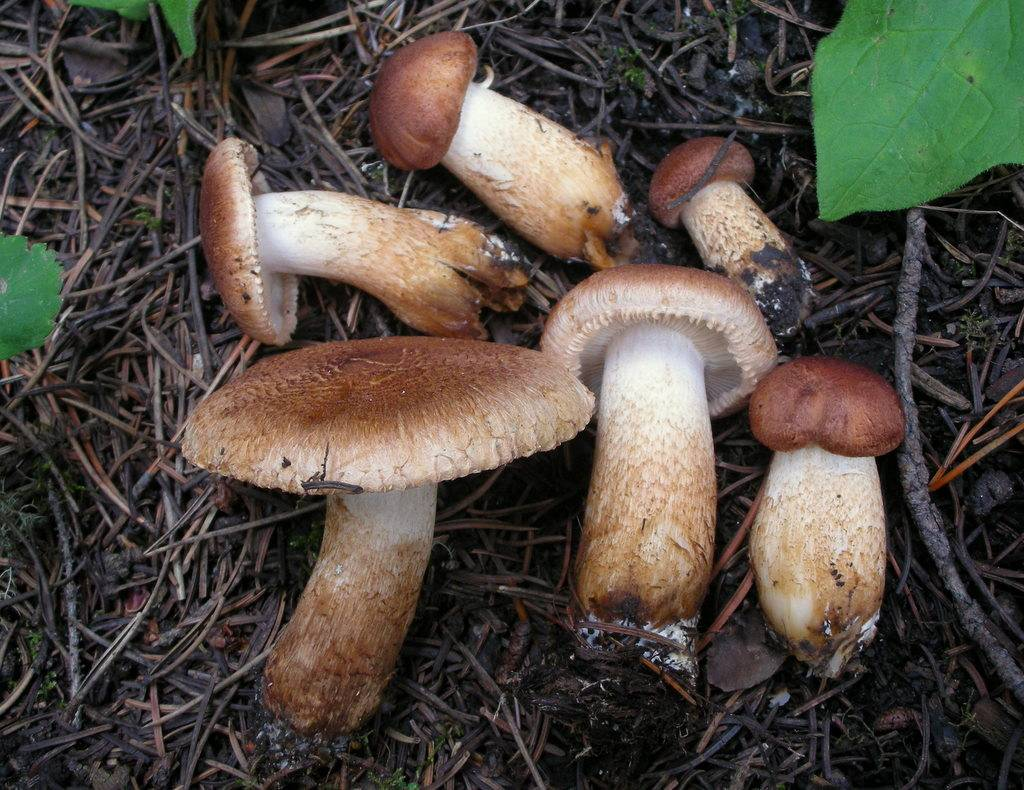
Bärtiger Ritterling Tricholoma vaccinum

Die Gattung Tricholoma umfasst weltweit etwa 200 Arten, wovon in Europa rund 50 vorkommen.
| Ritterlinge (Tricholoma) in Europa |                                            |                                                        |
| \| Deutscher Name \| Wissenschaftlicher Name \| Autorenzitat \| \| ----------------------------------------- \| ------------------------------------------ \| ------------------------------------------------------ \| \| Gerippter Ritterling \| Tricholoma acerbum \| (Bulliard 1792 : Fries 1821) Quélet 1872 \| \| Galliger Ritterling \| Tricholoma aestuans \| (Fries 1821 : Fries 1821) Gillet 1874 \| \| Weißbrauner Ritterling \| Tricholoma albobrunneum \| (Persoon 1801 : Fries 1821) P. Kummer 1871 \| \| Strohblasser Ritterling \| Tricholoma album \| (Schaeffer 1770 : Fries 1821) P. Kummer 1871 \| \| Gilbender Erd-Ritterling \| Tricholoma argyraceum \| (Bulliard 1789) Gillet 1874 \| \| Weißer Erd-Ritterling \| Tricholoma argyraceum var. albidum \| (Bon 1984) Krieglsteiner 1991 \| \| Orangebrauner Ritterling \| Tricholoma arvernense \| Bon 1976 \| \| Schwarzschuppiger Erd-Ritterling \| Tricholoma atrosquamosum \| (Chevallier 1837) Saccardo 1887 \| \| Orangeroter Ritterling \| Tricholoma aurantium \| (Schaeffer 1762 : Fries 1821) Ricken 1915 \| \| Bitterer Buchen-Ritterling \| Tricholoma bresadolanum \| Clémençon 1977 \| \| Falscher Krokodil-Ritterling \| Tricholoma caligatum \| (Viviani 1834) Ricken 1915 \| \| Beringter Erd-Ritterling \| Tricholoma cingulatum \| (Almfelt 1830 : Fries 1832) Jacobasch 1890 \| \| Riesen-Ritterling \| Tricholoma colossus \| (Fries 1838) Quélet 1872 \| \| Seidiger Ritterling \| Tricholoma columbetta \| (Fries 1821 : Fries 1821) P. Kummer 1871 \| \| Goldgelber Ritterling \| Tricholoma coryphaeum \| (Fries 1838) Gillet 1874 \| \| Grünling \| Tricholoma equestre \| (Linnaeus 1772 : Fries 1821) P. Kummer 1871 \| \| Pappel-Grünling \| Tricholoma equestre var. populinum \| Mort. Christensen & Noordeloos 1999 \| \| Halsband-Ritterling \| Tricholoma focale \| (Fries 1838) Ricken 1915 \| \| Fastberingter Ritterling \| Tricholoma fracticum \| (Britzelmayr 1892) Kreisel 1981 \| \| Olivbrauner Ritterling \| Tricholoma fucatum ss. Bresadola, Saccardo \| (Fries 1821 : Fries 1821) P. Kummer 1871 \| \| Gelbblättriger Ritterling \| Tricholoma fulvum \| (Bulliard 1792 : Fries 1821) Saccardo 1886 \| \| Großer Erd-Ritterling \| Tricholoma gausapatum \| (Fries 1821 : Fries 1821) Quélet 1872 \| \| Schwarzschneidiger Ritterling \| Tricholoma hordum \| (Fries 1821 : Fries 1821) Quélet 1872 \| \| Feinschuppiger Ritterling \| Tricholoma imbricatum \| (Fries 1815 : Fries 1821) P. Kummer 1871 \| \| Lästiger Ritterling \| Tricholoma inamoenum \| (Fries 1815 : Fries 1821) Quélet 1874 \| \| Spitzgebuckelter Erd-Ritterling \| Tricholoma inocybeoides \| A. Pearson 1938 \| \| Heide-Ritterling \| Tricholoma josserandii \| Bon 1975 \| \| Unverschämter Ritterling \| Tricholoma lascivum \| (Fries 1821 : Fries 1821) Gillet 1874 \| \| Graublättriger Ritterling \| Tricholoma luridum \| (Schaeffer 1761 : Fries 1821) Quélet 1871 \| \| Sellerie-Ritterling \| Tricholoma luteovirens \| (Albertini & Schweinitz 1805 : Fries 1821) Ricken 1915 \| \| Echter Krokodil-Ritterling oder Matsutake \| Tricholoma matsutake \| (S. Ito & S. Imai 1926) Singer 1943 (nom. cons.) \| \| Rötender Erd-Ritterling \| Tricholoma orirubens \| Quélet 1873 \| \| Rosafüßiger Erd-Ritterling \| Tricholoma orirubens var. basirubens \| Bon 1976 \| \| Tiger-Ritterling \| Tricholoma pardinum \| (Persoon 1801) Quélet 1873 \| \| Getropfter Ritterling \| Tricholoma pessundatum \| (Fries 1821 : Fries 1821) Quélet 1872 \| \| Pappel-Ritterling \| Tricholoma populinum \| J.E. Lange 1933 \| \| Schwarzfaseriger Ritterling \| Tricholoma portentosum \| (Fries 1821 : Fries 1821) Quélet 1873 \| \| Lärchen-Ritterling \| Tricholoma psammopus \| (Kalchbrenner 1873) Quélet 1875 \| \| Blassfleischiger Fichten-Ritterling \| Tricholoma pseudonictitans \| Bon 1983 \| \| Gerippter Rosa-Ritterling \| Tricholoma roseoacerbum \| Riva 1984 \| \| Seifen-Ritterling \| Tricholoma saponaceum \| (Fries 1818 : Fries 1821) P. Kummer 1871 \| \| Bunter Seifen-Ritterling \| Tricholoma saponaceum var. lavedanum \| Rolland 1891 \| \| Schuppiger Seifen-Ritterling \| Tricholoma saponaceum var. squamosum \| (Cooke 1883) Rea 1922 \| \| Schwefelgelber Seifen-Ritterling \| Tricholoma saponaceum var. sulphurinum \| (Quélet 1886) Rea 1922 \| \| Schärflicher Ritterling \| Tricholoma sciodes \| (Persoon 1801) C. Martín 1919 \| \| Grüngelber Ritterling \| Tricholoma sejunctum \| (Sowerby 1799 : Fries 1821) Quélet 1872 \| \| Rotfleckender Kiefern-Ritterling \| Tricholoma stans \| (Fries 1874) Saccardo 1887 \| \| Weißer Birken-Ritterling \| Tricholoma stiparophyllum \| (N. Lund 1857) P. Karsten 1879 \| \| Falbgrauer Ritterling \| Tricholoma sudum \| (Fries 1838) Quélet 1873 \| \| Salziger Ritterling \| Tricholoma sulphurescens \| Bresadola 1905 \| \| Gemeiner Schwefel-Ritterling \| Tricholoma sulphureum \| (Bulliard 1783 : Fries 1821) P. Kummer 1871 \| \| Violettbrauner Schwefel-Ritterling \| Tricholoma sulphureum var. bufonium \| (Persoon 1801 : Fries 1821) Quélet 1876 \| \| Gemeiner Erd-Ritterling \| Tricholoma terreum \| (Schaeffer 1774 : Fries 1832) P. Kummer 1871 \| \| Rußstieliger Erd-Ritterling \| Tricholoma triste \| (Scopoli 1772) Quélet 1872 \| \| Seidiggrauer Ritterling \| Tricholoma umbonatum \| (J.E. Lange 1935) Clémençon & Bon 1984 \| \| Brandiger Ritterling \| Tricholoma ustale \| (Fries 1818 : Fries 1821) P. Kummer 1871 \| \| Bitterer Eichen-Ritterling \| Tricholoma ustaloides \| Romagnesi 1954 \| \| Bärtiger Ritterling \| Tricholoma vaccinum \| (Schaeffer 1774 : Fries 1821) P. Kummer 1871 \| \| Brennender Ritterling \| Tricholoma virgatum \| (Fries 1818 : Fries 1821) P. Kummer 1871 \| |                                            |                                                        |
| Deutscher Name | Wissenschaftlicher Name                    | Autorenzitat                                           |
| Gerippter Ritterling | Tricholoma acerbum                         | (Bulliard 1792 : Fries 1821) Quélet 1872               |
| Galliger Ritterling | Tricholoma aestuans                        | (Fries 1821 : Fries 1821) Gillet 1874                  |
| Weißbrauner Ritterling | Tricholoma albobrunneum                    | (Persoon 1801 : Fries 1821) P. Kummer 1871             |
| Strohblasser Ritterling | Tricholoma album                           | (Schaeffer 1770 : Fries 1821) P. Kummer 1871           |
| Gilbender Erd-Ritterling | Tricholoma argyraceum                      | (Bulliard 1789) Gillet 1874                            |
| Weißer Erd-Ritterling | Tricholoma argyraceum var. albidum         | (Bon 1984) Krieglsteiner 1991                          |
| Orangebrauner Ritterling | Tricholoma arvernense                      | Bon 1976                                               |
| Schwarzschuppiger Erd-Ritterling | Tricholoma atrosquamosum                   | (Chevallier 1837) Saccardo 1887                        |
| Orangeroter Ritterling | Tricholoma aurantium                       | (Schaeffer 1762 : Fries 1821) Ricken 1915              |
| Bitterer Buchen-Ritterling | Tricholoma bresadolanum                    | Clémençon 1977                                         |
| Falscher Krokodil-Ritterling | Tricholoma caligatum                       | (Viviani 1834) Ricken 1915                             |
| Beringter Erd-Ritterling | Tricholoma cingulatum                      | (Almfelt 1830 : Fries 1832) Jacobasch 1890             |
| Riesen-Ritterling | Tricholoma colossus                        | (Fries 1838) Quélet 1872                               |
| Seidiger Ritterling | Tricholoma columbetta                      | (Fries 1821 : Fries 1821) P. Kummer 1871               |
| Goldgelber Ritterling | Tricholoma coryphaeum                      | (Fries 1838) Gillet 1874                               |
| Grünling | Tricholoma equestre                        | (Linnaeus 1772 : Fries 1821) P. Kummer 1871            |
| Pappel-Grünling | Tricholoma equestre var. populinum         | Mort. Christensen & Noordeloos 1999                    |
| Halsband-Ritterling | Tricholoma focale                          | (Fries 1838) Ricken 1915                               |
| Fastberingter Ritterling | Tricholoma fracticum                       | (Britzelmayr 1892) Kreisel 1981                        |
| Olivbrauner Ritterling | Tricholoma fucatum ss. Bresadola, Saccardo | (Fries 1821 : Fries 1821) P. Kummer 1871               |
| Gelbblättriger Ritterling | Tricholoma fulvum                          | (Bulliard 1792 : Fries 1821) Saccardo 1886             |
| Großer Erd-Ritterling | Tricholoma gausapatum                      | (Fries 1821 : Fries 1821) Quélet 1872                  |
| Schwarzschneidiger Ritterling | Tricholoma hordum                          | (Fries 1821 : Fries 1821) Quélet 1872                  |
| Feinschuppiger Ritterling | Tricholoma imbricatum                      | (Fries 1815 : Fries 1821) P. Kummer 1871               |
| Lästiger Ritterling | Tricholoma inamoenum                       | (Fries 1815 : Fries 1821) Quélet 1874                  |
| Spitzgebuckelter Erd-Ritterling | Tricholoma inocybeoides                    | A. Pearson 1938                                        |
| Heide-Ritterling | Tricholoma josserandii                     | Bon 1975                                               |
| Unverschämter Ritterling | Tricholoma lascivum                        | (Fries 1821 : Fries 1821) Gillet 1874                  |
| Graublättriger Ritterling | Tricholoma luridum                         | (Schaeffer 1761 : Fries 1821) Quélet 1871              |
| Sellerie-Ritterling | Tricholoma luteovirens                     | (Albertini & Schweinitz 1805 : Fries 1821) Ricken 1915 |
| Echter Krokodil-Ritterling oder Matsutake | Tricholoma matsutake                       | (S. Ito & S. Imai 1926) Singer 1943 (nom. cons.)       |
| Rötender Erd-Ritterling | Tricholoma orirubens                       | Quélet 1873                                            |
| Rosafüßiger Erd-Ritterling | Tricholoma orirubens var. basirubens       | Bon 1976                                               |
| Tiger-Ritterling | Tricholoma pardinum                        | (Persoon 1801) Quélet 1873                             |
| Getropfter Ritterling | Tricholoma pessundatum                     | (Fries 1821 : Fries 1821) Quélet 1872                  |
| Pappel-Ritterling | Tricholoma populinum                       | J.E. Lange 1933                                        |
| Schwarzfaseriger Ritterling | Tricholoma portentosum                     | (Fries 1821 : Fries 1821) Quélet 1873                  |
| Lärchen-Ritterling | Tricholoma psammopus                       | (Kalchbrenner 1873) Quélet 1875                        |
| Blassfleischiger Fichten-Ritterling | Tricholoma pseudonictitans                 | Bon 1983                                               |
| Gerippter Rosa-Ritterling | Tricholoma roseoacerbum                    | Riva 1984                                              |
| Seifen-Ritterling | Tricholoma saponaceum                      | (Fries 1818 : Fries 1821) P. Kummer 1871               |
| Bunter Seifen-Ritterling | Tricholoma saponaceum var. lavedanum       | Rolland 1891                                           |
| Schuppiger Seifen-Ritterling | Tricholoma saponaceum var. squamosum       | (Cooke 1883) Rea 1922                                  |
| Schwefelgelber Seifen-Ritterling | Tricholoma saponaceum var. sulphurinum     | (Quélet 1886) Rea 1922                                 |
| Schärflicher Ritterling | Tricholoma sciodes                         | (Persoon 1801) C. Martín 1919                          |
| Grüngelber Ritterling | Tricholoma sejunctum                       | (Sowerby 1799 : Fries 1821) Quélet 1872                |
| Rotfleckender Kiefern-Ritterling | Tricholoma stans                           | (Fries 1874) Saccardo 1887                             |
| Weißer Birken-Ritterling | Tricholoma stiparophyllum                  | (N. Lund 1857) P. Karsten 1879                         |
| Falbgrauer Ritterling | Tricholoma sudum                           | (Fries 1838) Quélet 1873                               |
| Salziger Ritterling | Tricholoma sulphurescens                   | Bresadola 1905                                         |
| Gemeiner Schwefel-Ritterling | Tricholoma sulphureum                      | (Bulliard 1783 : Fries 1821) P. Kummer 1871            |
| Violettbrauner Schwefel-Ritterling | Tricholoma sulphureum var. bufonium        | (Persoon 1801 : Fries 1821) Quélet 1876                |
| Gemeiner Erd-Ritterling | Tricholoma terreum                         | (Schaeffer 1774 : Fries 1832) P. Kummer 1871           |
| Rußstieliger Erd-Ritterling | Tricholoma triste                          | (Scopoli 1772) Quélet 1872                             |
| Seidiggrauer Ritterling | Tricholoma umbonatum                       | (J.E. Lange 1935) Clémençon & Bon 1984                 |
| Brandiger Ritterling | Tricholoma ustale                          | (Fries 1818 : Fries 1821) P. Kummer 1871               |
| Bitterer Eichen-Ritterling | Tricholoma ustaloides                      | Romagnesi 1954                                         |
| Bärtiger Ritterling | Tricholoma vaccinum                        | (Schaeffer 1774 : Fries 1821) P. Kummer 1871           |
| Brennender Ritterling | Tricholoma virgatum                        | (Fries 1818 : Fries 1821) P. Kummer 1871               |

- Orangeroter Ritterling
Tricholoma aurantium
- Grünling
Tricholoma equestre
- Fastberingter Ritterling
Tricholoma fracticum
- Feinschuppiger Ritterling
Tricholoma imbricatum
- Unverschämter Ritterling
Tricholoma lascivum
- Tiger-Ritterling
Tricholoma pardinum
- Seifen-Ritterling
Tricholoma saponaceum
- Gemeiner Schwefel-Ritterling
Tricholoma sulphureum
- Gemeiner Erd-Ritterling
Tricholoma terreum
- Bärtiger Ritterling
Tricholoma vaccinum

## Systematik
Die Gattung der Ritterlinge umfasst in Mitteleuropa über 50 Arten. Die nachfolgenden Arten stellen nur eine Auswahl dar.
Die Unterteilung nach Sektionen erfolgt nach Bon (1988).
- Sektion Saponacea: Pilze mit normaler, glatter oder seidiger Huthaut. Geruch und Geschmack werden als unangenehm empfunden. Hyphen mit Schnallen.
  - Seifen-Ritterling (Tricholoma saponaceum) – Geruch nach Waschküche, Seife.
  - Unverschämter Ritterling (Tricholoma lascivum) – Geruch sehr aufdringlich.
- Sektion Inamoena: Pilze mit matter oder feinsamtiger Huthaut. Der Geruch wird als widerlich empfunden. Wenige Schnallen.
  - Lästiger Ritterling (Tricholoma inamoenum) – mit abstoßendem Geruch.
  - Gemeiner Schwefel-Ritterling (Tricholoma sulphureum) – von schwefelgelber Farbe, Geruch nach Gas.

- Sektion Virgata: Die Hutoberfläche ist faserig bis schuppig. Mit scharfem oder bitterem Geschmack. Der Geruch wird als eher unangenehm empfunden.
  - Brennender Ritterling (Tricholoma virgatum)
  - Bitterer Buchen-Ritterling (Tricholoma bresadolianum)
- Sektion Pardinocutis: Die Hutoberfläche trägt breite, wenig gedrängte Schuppen. Hyphen mit Schnallen und Pigmenten.
  - Tiger-Ritterling (Tricholoma pardinum, syn. Tricholoma tigrinum) – große, stark giftige Art!

- Sektion Atrosquamosa, Erd-Ritterlinge: Mit samtig bis filzig-schuppiger Hutoberfläche und dunkelbrauner bis dunkelgrauer Farbe. Geruch meist angenehm und Geschmack mild. Hyphen ohne Schnallen. Viele essbare Arten.
  - Schwarzschuppiger Erd-Ritterling (Tricholoma atrosquamosum) – essbar
  - Gemeiner Erd-Ritterling (Tricholoma terreum) – essbar.
- Sektion Tricholoma: Der Hut ist mehr oder weniger schmierig, meist kräftig gelb oder grünlich, seltener weiß oder grau gefärbt. Meist sind die Hyphen ohne Schnallen.
  - Grünling (Tricholoma equestre, syn. Tricholoma flavovirens) – tödlich giftig für entsprechend disponierte Menschen.
  - Grüngelber Ritterling (Tricholoma sejunctum)
  - Seidiger Ritterling (Tricholoma columbetta) – reinweiß, essbar aber Verwechslungsgefahr mit Knollenblätterpilzen!
  - Schwarzfaseriger Ritterling, Rußkopf (Tricholoma portentosum)  – rau, unter Kiefern, essbar.
- Sektion Imbricata: Mit trockener und faserschuppiger Hutoberfläche. Gelbbraune bis rostbraune Farben.
  - Braunschuppiger Ritterling (Tricholoma imbricatum)
  - Bärtiger Ritterling (Tricholoma vaccinum) – mit fransigem („bärtigem“) Hutrand
- Sektion Albobrunnea: Kahle, mehr oder weniger schmierige Huthaut. Braune Farben. Einige Arten mit Ring.
  - Pappel-Ritterling (Tricholoma populinum) – unter Pappeln
  - Riesen-Ritterling (Tricholoma colossus) – größter Ritterling, Hut bis 30 cm Durchmesser
  - Orangeroter Ritterling (Tricholoma aurantium) – unter Kiefern und Fichten
  - Kupferbrauner Halsband-Ritterling (Tricholoma robustum) – mit Ring
  - Falscher Krokodil-Ritterling (Tricholoma caligatum) – mit Ring, nördlich der Alpen sehr selten.
  - Echter Krokodil-Ritterling oder Matsutake (Tricholoma matsutake) – dem Falschen Krokodil-Ritterling sehr ähnlich, evtl. die gleiche Art. Vorkommen in Ostasien. Einer der beliebtesten und teuersten Speisepilze Japans.

## Bedeutung
Viele Ritterlinge sind aufgrund ihres Geschmacks oder Geruchs ungenießbar. Wenige Ritterlinge sind essbar (Erdritterling, Schwarzfaseriger Ritterling), jedoch besteht eine große Verwechslungsgefahr mit ungenießbaren oder giftigen Arten. Nicht wenige Ritterlinge sind giftverdächtig oder sogar giftig bis stark giftig (Tigerritterling), das gilt insbesondere für die häufigen Arten mit braunen Hüten. Beim Grünling, der lange Zeit als guter Speisepilz galt, muss inzwischen vor dessen Genuss gewarnt werden, nachdem sich vor wenigen Jahren einige Todesfälle in Frankreich ereignet hatten. Inzwischen weiß man, dass bei derartigen Vergiftungsfällen sehr wahrscheinlich eine nicht sehr häufige genetische Prädisposition beim Menschen vorliegen muss.